# Ian Harte
Ian Harte (ur. 31 sierpnia 1977 roku w Droghedzie) – irlandzki piłkarz występujący na pozycji lewego obrońcy. 64-krotny reprezentant Irlandii.

## Kariera klubowa
Ian Harte zawodową karierę rozpoczynał w angielskim Leeds United, barwy którego reprezentował przez dziewięć lat – od sezonu 1995/1996 do sezonu 2003/2004. Przez wszystkie te lata grał u boku swojego kuzyna – Gary’ego Kelly’ego. Ian był znany głównie ze znakomicie wykonywanych rzutów wolnych oraz twardej gry w defensywie. W sezonie 2000/2001 Irlandczyk dotarł wraz ze swoim klubem do półfinału Ligi Mistrzów. W późniejszym okresie drużyna "The Whites" zadłużyła się jednak na ponad 120 milionów funtów, w efekcie czego klub wyprzedał wszystkich swoich najlepszych piłkarzy. Wśród nich był także Harte, który trafił do beniaminka Primera División – Levante UD. Irlandczyk wywalczył sobie miejsce w podstawowej jedenastce hiszpańskiego klubu, ale mimo wszystko chciał wrócić na angielskie boiska. W sezonie 2006/2007 Ian stracił miejsce w wyjściowym składzie Levante i praktycznie każdy mecz przesiedział na ławce rezerwowych.
29 sierpnia 2007 roku Harte podpisał roczny kontrakt z Sunderlandem. W barwach tego angielskiego zespołu zadebiutował w przegranym 2:3 meczu z Arsenalem Londyn. Wychowanek Leeds sezon zakończył jednak tylko z ośmioma występami na koncie. 4 czerwca 2008 roku działacze Sunderlandu rozwiązali kontrakt z ośmioma zawodnikami z zespołu, a w gronie tym znalazł się także Harte. Latem Irlandczyk przebywał na testach w klubie Wolverhampton Wanderers, jednak zrezygnował z podpisania kontraktu z tą drużyną i zdecydował się na zakończenie kariery sportowej. W grudniu 2008 roku został jednak zawodnikiem występującego w The Championship Blackpool, w którym swój debiut zaliczył 29 grudnia w pojedynku z Wolverhamptonem Wanderers.
26 marca 2009 Harte przeniósł się do Carlisle United podpisując kontrakt do końca sezonu 2008/2009. 18 maja przedłużył swój kontrakt z tym klubem do końca sezonu 2010/2011. Latem 2010 przeszedł do Reading F.C. 27 czerwca 2013 roku trafił do Bournemouth. 27 sierpnia 2015 ogłosił zakończenie piłkarskiej kariery.

## Kariera reprezentacyjna
Harte w reprezentacji Irlandii zadebiutował 2 czerwca 1996 roku w zremisowanym 2:2 meczu przeciwko Chorwacji. Irlandczyk był podstawowym zawodnikiem reprezentacji swojego kraju, która w 1998 roku przegrała baraż o awans do mistrzostw świata, a w roku 2000 baraż o awans do mistrzostw Europy. W 2002 roku Harte wraz ze swoją narodową drużyną wystąpił na mistrzostwach świata w Korei Południowej i Japonii, na których wraz z reprezentacją Irlandii dotarł do 1/8 finału, przegrywając po rzutach karnych z Hiszpanią. Następnie Harte brał udział w nieudanych dla reprezentacji Irlandii eliminacjach do Euro 2004 oraz Mistrzostw Świata 2006.